# Dietrich Fründ
Dietrich Fründ (auch: Dietrich Frund; geboren vor 1535; gestorben nach 1568) war ein deutscher Münzmeister.

## Leben
Fründ wirkte vom Frühjahr 1535 bis 1542 als Münzmeister der städtischen Münze von Hannover. Zumindest dort führte er kein Münzzeichen.
Anfang August 1542 wurde Fründ zum Münzmeister der Hansestadt Bremen gewählt. Etwa zur gleichen Zeit wurde er jedoch vom Rat der Stadt Hannover beschuldigt, zu leichte Kreuzgroschen (Matthier) geschlagen zu haben und in Gefangenschaft genommen. Erst nach Monaten der Haft wurde er im März 1543 als schuldlos anerkannt und auf Ersuchen der Stadt Bremen nach dorthin entlassen.
Bereits am 3. August 1542 war Dietrich Fründ als Münzmeister der Stadt Bremen gewählt worden, die ihn nach seiner hannoverschen Gefangenschaft  als bremischen Münzmeister beschäftigte und ihn 1568 aus Altersgründen entließ.